# Judith Cowan (auteure québécoise)
Pour les articles homonymes, voir Cowan.
Judith Elaine Cowan est un auteur, une traductrice et un professeur née à Sydney (Nouvelle-Écosse). Traductrice de plusieurs auteurs et poètes québécois comme Gérald Godin et Yves Boisvert, elle a elle-même une carrière constante de poète et de nouvelliste. À part de sa prose, elle publie ses poèmes dans de nombreuses revues de poésie.

## Biographie
Judith Elaine Cowan naît à Sydney (Nouvelle-Écosse) en 1943 et six mois après sa naissance, ses parents déménagent à Toronto où elle grandit. Elle étudie au West Hill Collegiate Institute (en), avant d’entrer à l’Université de Toronto où elle reçoit, en 1965, un baccalauréat en Langue moderne et Littérature et en 1969 une maîtrise en Littérature française. Pendant l’année académique 1970-1071, elle obtient une maîtrise en Littérature anglaise de l’Université de York, endroit où elle enseigne pendant la même période.
En 1973, elle s’installe à Trois-Rivières où elle devient un professeur émérite de littérature anglaise à l'Université du Québec à Trois-Rivières. Elle enseigne aussi la Littérature canadienne, américaine et anglaise au même endroit.
Son travail à l’université lui permet de développer encore plus son intérêt pour les livres et de découvrir la ville Trois-Rivières dans toute sa richesse culturelle : une ville portuaire en bordure du majestueux fleuve Saint-Laurent, une ville où la vie culturelle y est très riche, « c’est une ville où il y a beaucoup de peintres, de poètes et d’écrivains, mentionne-t-elle».
Elle est un des premiers contributeurs au magazine "Ellipse", un magazine se spécialisant dans la traduction de la littérature canadienne. Elle y publie la « traduction d'une centaine de poètes québécois » ainsi que d’autres travaux d’auteurs français. Elle complète son doctorat en Littérature canadienne comparée à l’Université de Sherbrooke en 1983.
Elle a une carrière plutôt discrète mais constante de nouvelliste. Entre 1985 et 1989, elle publie sous le pseudonyme de Mercédès Nowak quatre nouvelles de science-fiction dans le magazine Imagine : Trophées (1985), Mariage mixte (1986), Le Robot (1987), Le Croyant  (1989).
En 1997, elle publie son premier recueil de nouvelles More Than Life, six nouvelles ayant une sorte de climat un peu trouble où le fleuve est toujours présent. Elle devient la seule écrivaine de langue anglaise à Trois-Rivières. Mais c’est surtout en 1999 qu’elle se fait remarquer tant au Canada qu’au Québec, par la traduction faite par Dominique et Jean-Pierre Issenhuth de ce recueil en français : Plus que la vie même, publié chez Boréal. Elle reçoit pour ce recueil le Prix de littérature Gérald-Godin.
En 2001, elle publie un deuxième recueil de sept nouvelles en anglais : Gambler’s Fallacy.
Son amour pour la ville de Trois-Rivières, elle le raconte dans ce livre. Traduit de l’anglais vers l’anglais par Dominique Fortier, Gambler’s Fallacy devient La loi des grands nombres pour lequel on lui décerne le Prix Clément-Morin.
Étant elle-même poète, elle traduit vers l’anglais des poètes aussi renommés que Yves Boisvert, Yves Préfontaine, Gérald Godin, Yolande Villemaire, Paul Bélanger, Robert Melançon et Pierre Nepveu.
En 2004, elle reçoit le Prix du gouverneur général dans la catégorie traduction pour Mirabel, sa traduction vers l'anglais du livre Lignes aériennes de Pierre Pepveu,. Judith Cowan a déjà reçu des prix auparavant, mais c’est la première fois que son talent de traductrice — métier qu’elle exerce depuis ses années universitaires — est reconnu et honoré. La poésie de Pierre Nepveu lui plaît énormément. Elle avoue que : « C'est comme si son esprit était cousin germain. Nous avons tous les deux une espèce de parenté intellectuelle. »
Depuis ce temps, plusieurs de ses nouvelles ont paru dans des magazines littéraires anglais comme Quarry, Queen's Quarterly, The Fiddlehead, The Malahat Review, et The Antigonish Review  et elles ont paru ensuite traduites dans les magazines français comme L'Atelier du roman, Liberté et XYZ.
Elle a écrit et publié plusieurs recueils de nouvelles et a plusieurs romans en cours. Elle a traduit toute l’œuvre de certains auteurs, dont Gérald Godin et Yves Préfontaine.
Et elle poursuit son travail de traduction d’auteurs québécois vers l’anglais. Certaines de ses traductions ont été publiées dans différentes anthologies telles que The Signal anthology : contemporary Canadian poetry (1993), The New long poem anthology (2001).
Elle meurt le 21 janvier 2025 à Trois-Rivières.

## Honneurs
- 1987 : finaliste pour le Prix de traduction John-Glassco pour Quartz and Mica.
- 2000 : Prix de littérature Gérald-Godin pour Plus que la vie même.
- 2003 : Prix littéraire Clément Morin pour La loi des grands nombres.
- 2004 : Prix du Gouverneur général pour la traduction du français vers l'anglais:Mirabel (Pierre Nepveu, Lignes aériennes)

## Publications

### Nouvelles et récit
- 1997 : More Than Life Itself, auteur(s) : Cowan Judith Cowan, Ottawa : Oberon Press, 1997, 108 p., 23 cm,  (ISBN 0-7780-1078-3)

- 1999 : Plus que la vie même, auteur(s) : Cowan Judith, traduction de More Than Life Itself vers le français par Dominique et Jean-Pierre Issenhuth, Montréal : Boréal, 1999, 136 p., 22 cm,  (ISBN 2-89052-987-8), Prix de littérature Gérald-Godin, 2000
- 2001 : Gambler's Fallacy (7 nouvelles), auteur(s) : Cowan Judith Cowan, Erin, (Ontario) : Porcupine's Quill, 2001, 195 p. : portr. ; 22 cm,  (ISBN 0-88984-225-6)
- 2003 : La loi des grands nombres, auteur(s) : Cowan Judith Cowan, traduction de : Gambler’s fallacy en français par Dominique Fortier, Montréal : Boréal, 2003,  (ISBN 2-7646-0249-9), a reçu le Prix Clément-Morin.
- 2014 : The permanent nature of everything : a memoir, auteur(s) : Cowan Judith, Montreal ; Kingston; London; Ithaca : McGill-Queen's University Press, 2014, 11 pages de planches non numérotées, 310 p., : illustrations; 24 cm,  (ISBN 9780773543997)
- 2014 : Is It Wrong, auteur(s) : Cowan Judith, Kindle Edition, 2014, 84 p., ASIN: B00OEQTBSS
- 2018 : Road of Metamorphoses, auteur(s) : Cowan Judith, Publication indépendante, 2018, 268 p.,  (ISBN 9781981015368)

### Traduction
- 1984 : Memories Are Everything, (La Mémoire souveraine), fiction en guise de préface au travail poétique de Pierre Nepveu, traduite par Judith Cowan, Ellipse, Sherbrooke, no 32, 1984, p. 40-46.
- 1987 : Quartz and Mica, traduction vers l’anglais de Quartz et mica de Yolande Villemaire, Montréal : Guernica (1988), cop. 1987, Trois-Rivières : Impr. St-Patrice(1987), 50 p., 22 cm,  (ISBN 0919349927), finaliste pour le Prix de traduction John-Glassco,
- 1991 : Evenings at loose ends, traduction vers l’anglais de Soirs sans atout du poète Gérald Godin, Montréal : Signal, cop. 199, Montmagny : Impr. d'édition Marquis, 87 p., 23 cm, note(s) : texte anglais en regard du texte français,  (ISBN 1550650157)
- 1992 : Exterminated angel, traduction vers l’anglais de L'ange exterminé du poète Gérald Godin, Montreal : Guernica, 1992, 128 p., 19 cm, note(s) : texte anglais en regard du texte français,  (ISBN 0920717683)
- 1993 : This Desert Now, traduction vers l’anglais de Le désert maintenant d’Yves Préfontaine, Montreal : Guernica, 1993, Cap-Saint-Ignace : Ateliers graphiques Marc Veilleux, « collection Essential poets series; 52 », 1993, 93 p., 19 cm,  (ISBN 0-920717-66-7)
- 1995 : Presse papier : estampes contemporaines, traduction vers l’anglais, Trois-Rivières : L'Association Presse-Papier, 1995,  (ISBN 2-921635-02-X)
- 1998 : Keep It All, traduction vers l’anglais de Gardez tout de Yves Boisvert, Montréal : Véhicule Press, cop. 1998, « collection Signal Editions poetry series », 103 p., 23 cm, note(s) : texte anglais en regard du texte français,  (ISBN 1-55065-105-6)
- 2004 : Mirabel, traduction vers l’anglais de Lignes aériennes de Pierre Nepveu, Montréal : Signal Editions, cop. 2004, 106 p., 22 cm,  (ISBN 1-55065-191-9),
- 2006 :  À pays perdu : For the lost land, traduction vers l’anglais de À pays perdu / poèmes de Roch Nappert ; Trois-Rivières : Art Le Sabord, 2006, 97 p. : ill. en coul. ; 21 × 30 cm, note(s) : texte français en regard du texte anglais,  (ISBN 978-2-922685-45-9)
- 2010 : Meridian line, traduction vers l’anglais de Origine des méridiens de Paul Bélanger, Montréal : Signal Editions, 2010, 84 p. : 1 ill. ; 22 cm, note(s) : finaliste du Prix littéraire du Gouverneur général (traduction volet anglophone),  (ISBN 9781550652956)
- 2013 : For as far as the eye can see, traduction vers l’anglais de Paradis des apparences, [Windsor, Ont.] : Biblioasis, « Biblioasis international translation series ; no. 10», 2013, 144 p., 19 cm,  (ISBN 9781927428184)
- 2021 : Of Love, traduction vers l’anglais de Des amours de Paul Bélanger, Toronto ; Chicago ; Buffalo ; Lancaster (U.K.) : Guernica, « collection Essential translations series ; 51 », 2021, 99 p. ; 21 cm,  (ISBN 9781771836463)